# アルド・ロッシ

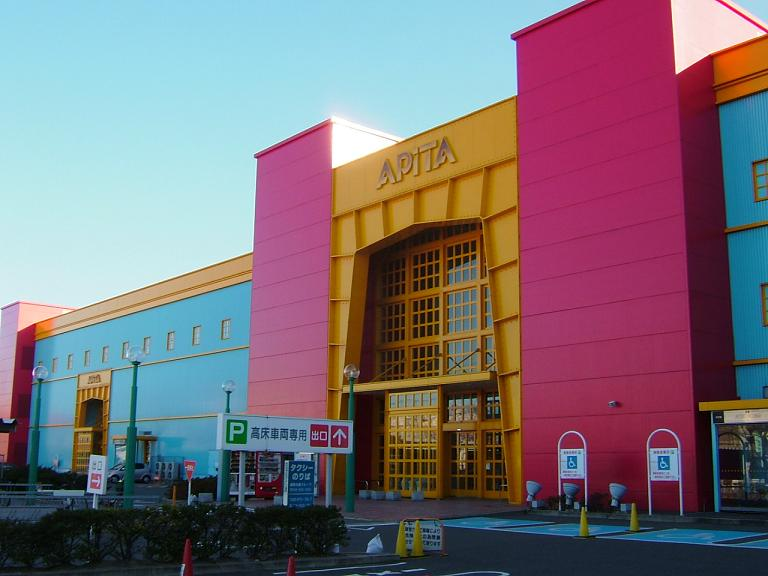
ポートモールアピタ港（2005年当時のデザイン）、1993年

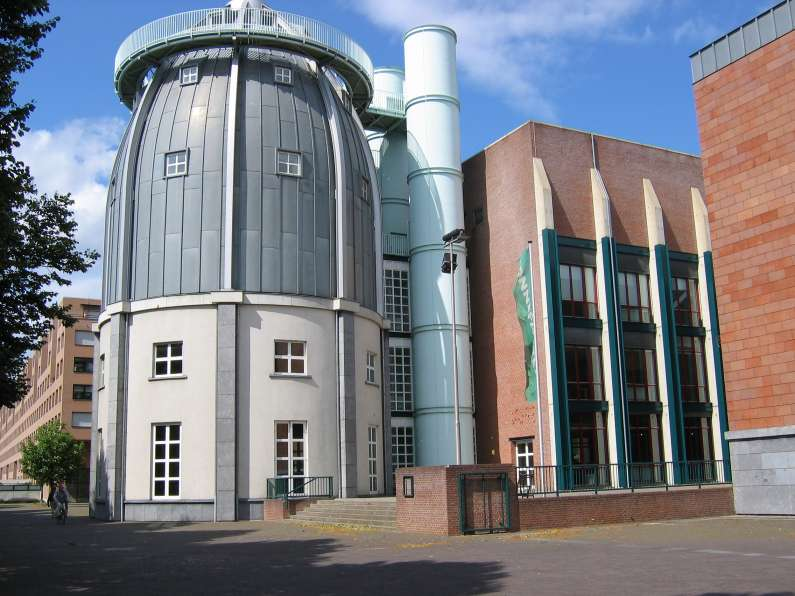
ボネファンテン美術館、マーストリヒト、1995年

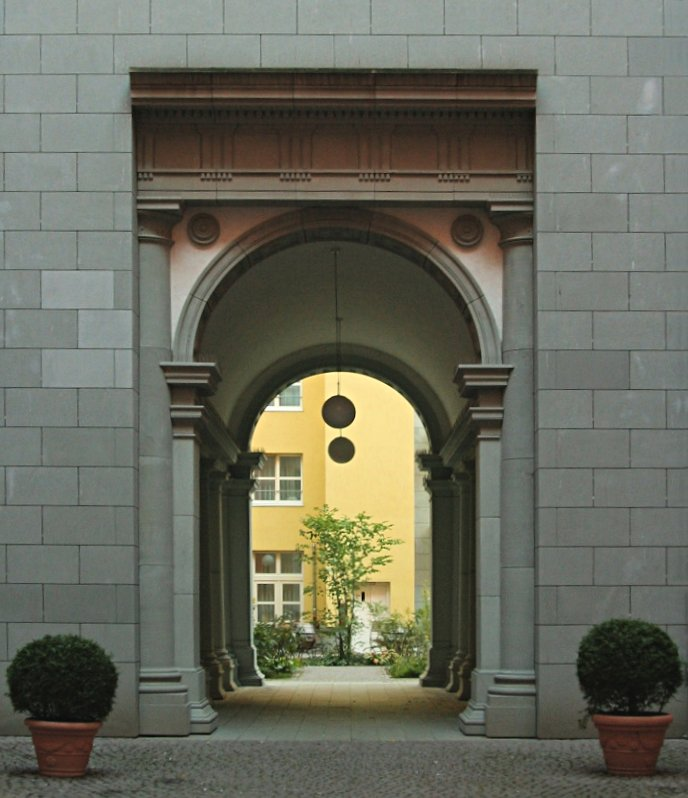
シュッツェン通りの集合住宅、ベルリン、1994年-1998年

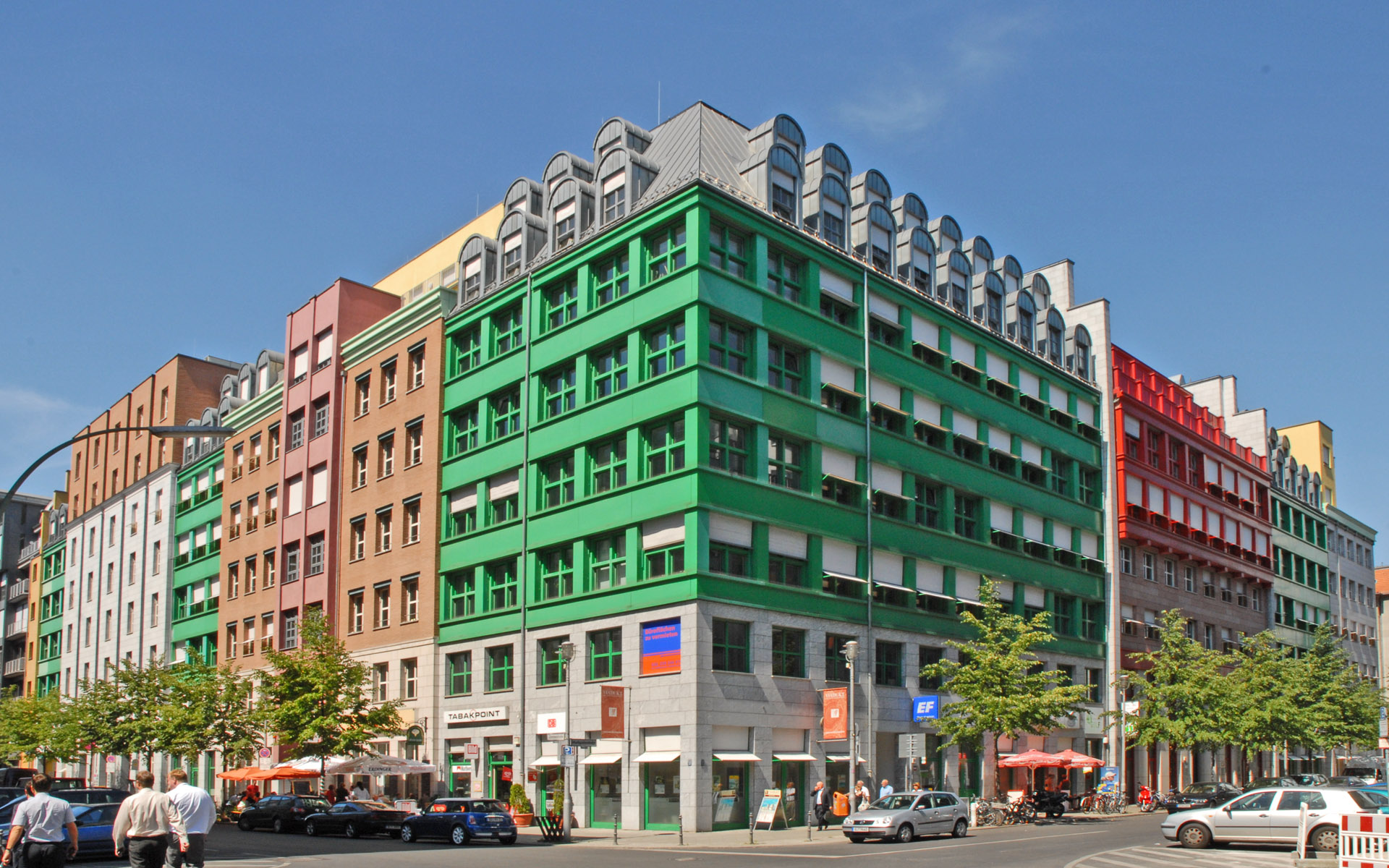
シュッツェン通りの集合住宅、ベルリン、1994年-1998年

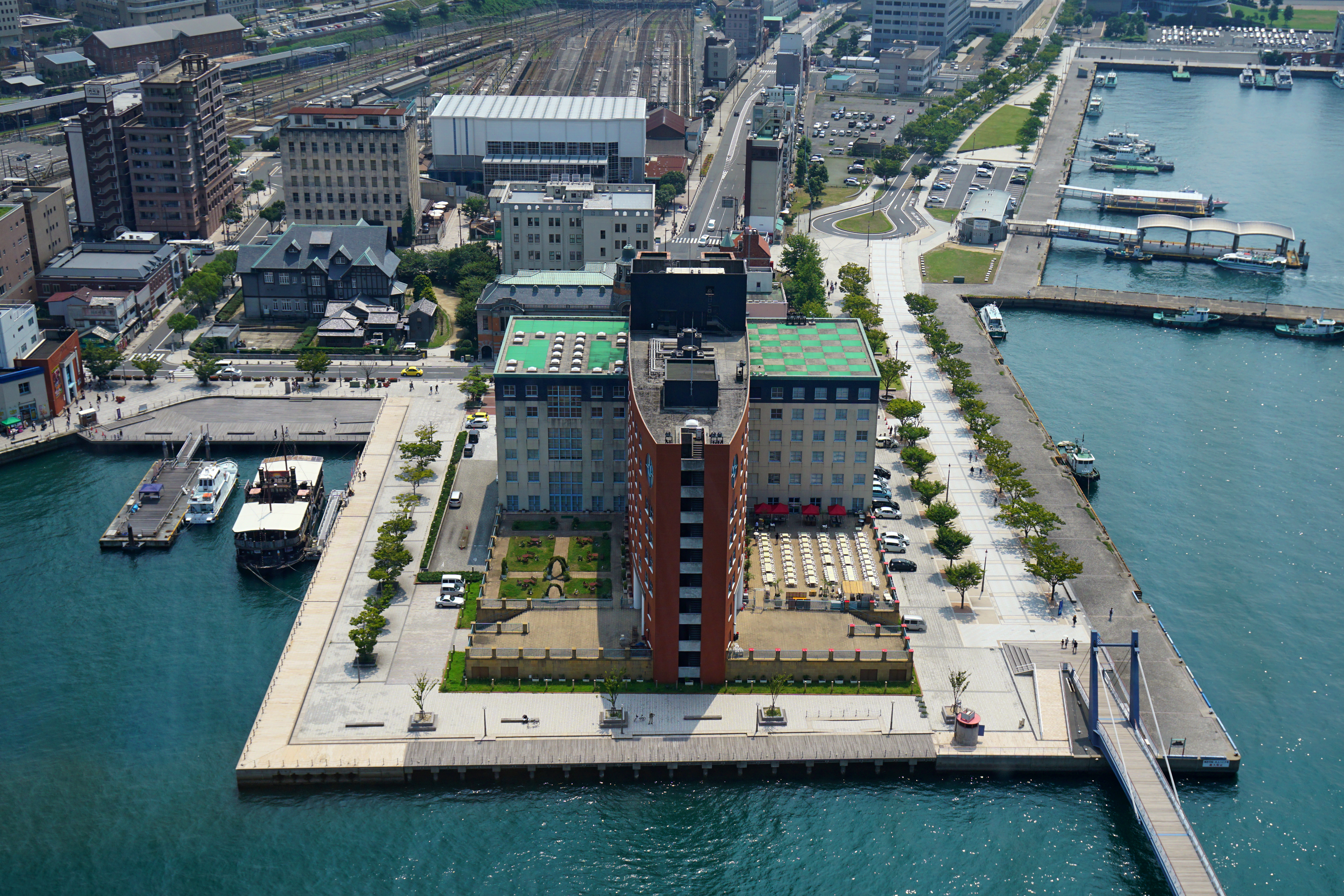
プレミアホテル門司港、北九州市、1998年

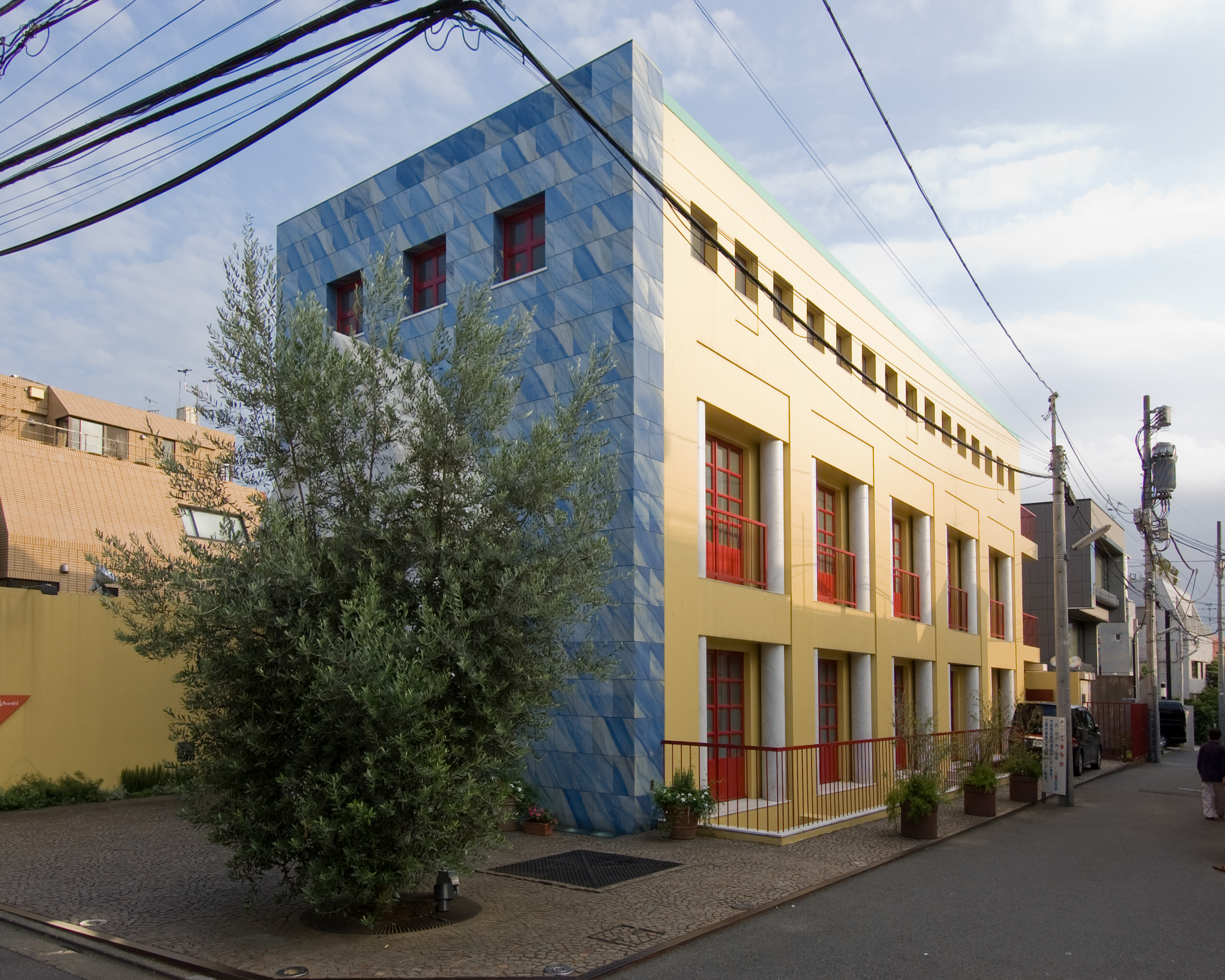
ジャスマック本社ビル (旧アンビエンテ・インターナショナル）、東京都、1991年

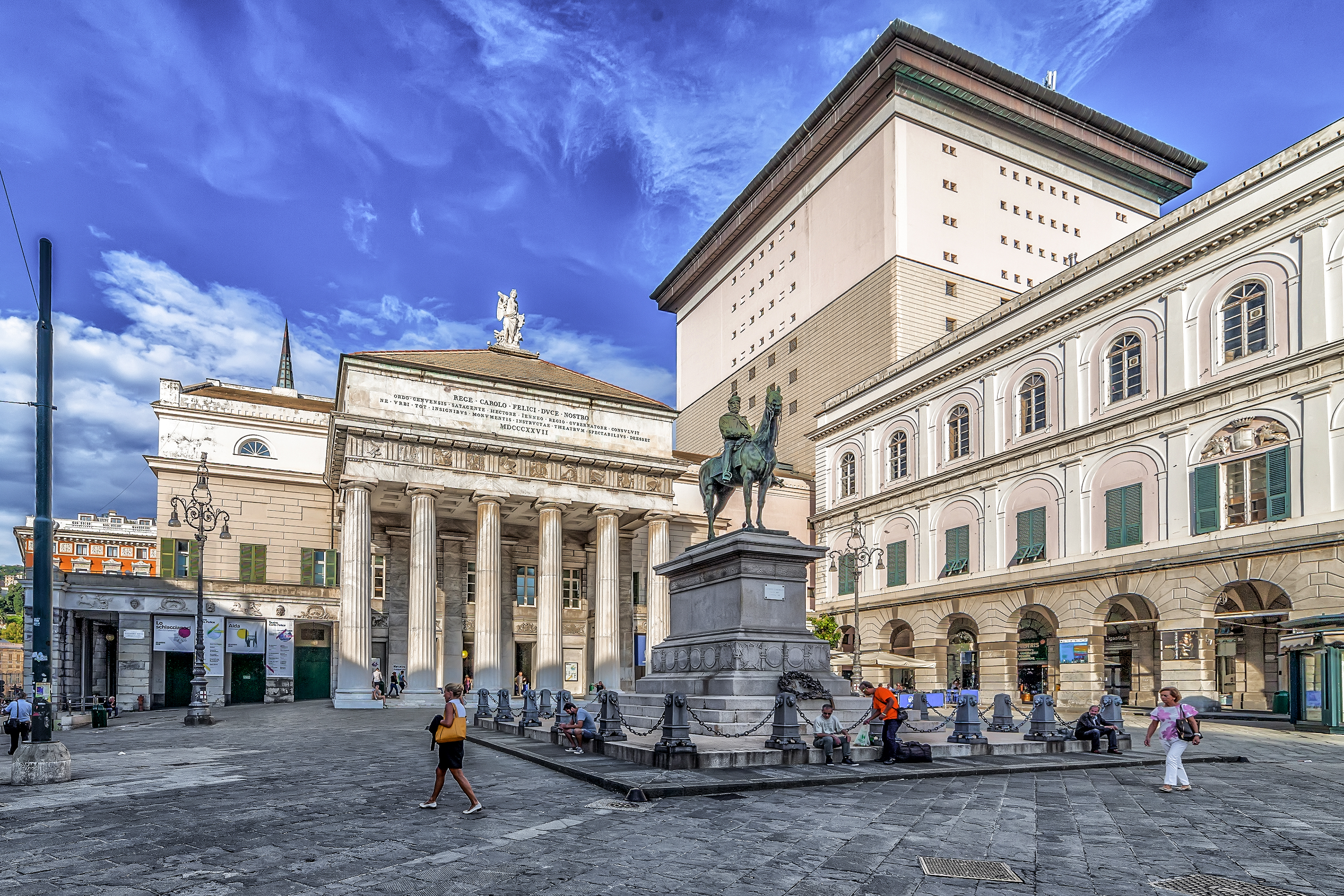
カルロ・フェリーチェ劇場（再建）、ジェノヴァ、1990年

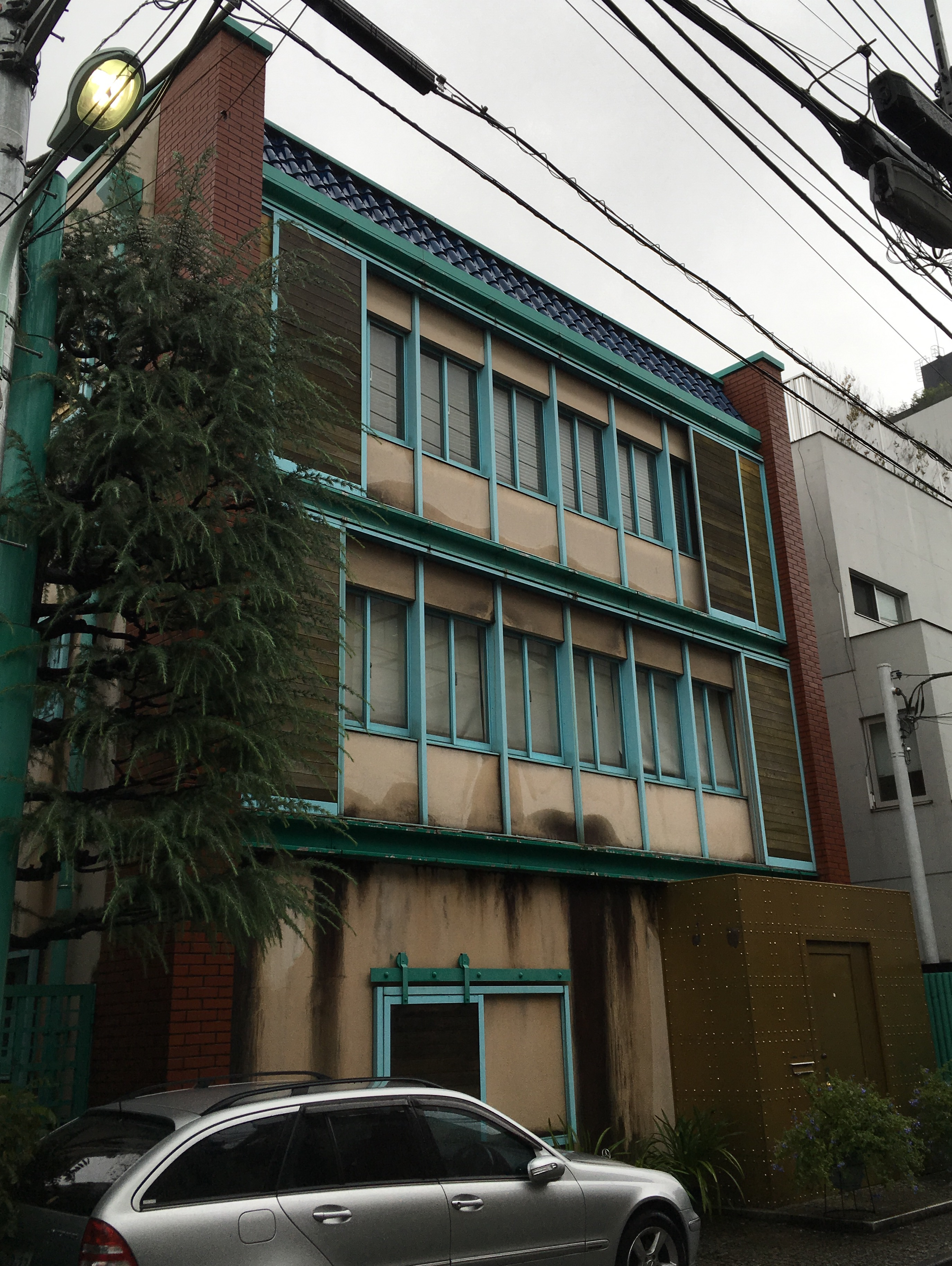
浅葉克己デザイン室（1991年、東京都港区南青山）

アルド・ロッシ（Aldo Rossi, 1931年5月3日 - 1997年9月4日）は、イタリアの建築家。1980年代を中心に、建築理論・ドローイング・設計の三分野で国際的な評価を達成する非凡な業績を挙げた。

## 略歴
ミラノ生まれ。1949年にミラノのポリテクニコ（ミラノ工科大学）に入学し1959年に卒業。在学中より（1955年）建築雑誌『Casabella Continuità』に寄稿し、1961年から1964年まで編集に携わった。1964年に『Casabella Continuità』誌を辞し、個人の建築設計事務所を開設。各地の大学で都市計画など都市の研究を進めた。1965年にミラノ・ポリテクニコで準教授に就任し、以後1970年代から1980年代にかけてスイス、ヴェネツィア、ニューヨークなど欧米各地の大学や研究機関で建築の教育を行った。
彼の初期の仕事である1960年代の作品群は、ほとんどが理論上の架空の計画やコンペで選外に終わった未完の作品であり、1920年代のイタリア・モダニズム建築（ジュゼッペ・テラーニを参照）、19世紀末の建築家アドルフ・ロースの古典主義や機能主義、20世紀前半の画家ジョルジョ・デ・キリコの都市を描いた絵画などの影響を同時に感じさせるものであった。彼は1966年の著書『都市の建築 (L'architettura della citta)』、および1981年の著書『科学的自伝（アルド・ロッシ自伝、Autobiografia scientifica）』、さらに1970年代後半から幾何学的な建築案が次々と実現したことによって、1970年代末から1980年代にかけて非常に強い影響を世界の建築界に及ぼした。
ロッシは著書の中で、現代の建築界では都市に対する理解の欠如が常態になっていると批判した。彼は、都市は時間をかけて建設されてゆくものとして研究され評価されるべきだと論じた。特に関心を示したものは、時間の経過に耐えて残ってゆく都市の工作物であった。ロッシは、都市はその過去（われわれの「集合的記憶」）を憶えている、と述べ、われわれはその記憶をモニュメントを通して活用しているとした。それゆえ、モニュメントは都市に構造を与えるものだとした。
彼は「テンデンツァ（La Tendenza）」と呼ばれる端正な新合理主義建築運動の創始者の一人とされている。彼が1970年代から1980年代のヨーロッパの建築思想を先鋭化させるにあたって及ぼした影響は、しばしば同時期のアメリカ合衆国におけるロバート・ベンチューリの理論などと比較される。しかしながら、ヴェンチューリがポストモダニストであったことに対し、ロッシは明らかに古代ギリシア・古代ローマ以来のヨーロッパの都市デザインに基づくモダニズムの見解を前進させる立場であった。
彼は1979年のヴェネツィア・ビエンナーレのために、船で引かれて海に浮かべられる250席の劇場『Teatro del Mondo（世界の劇場）』を設計した。また、彼はジェノヴァの第二次世界大戦で破壊された国立オペラハウス（カルロ・フェリーチェ劇場）再生計画など、多くの建築を手がけるようになり、1990年には建築の世界的な賞、プリツカー賞を受賞した。建築評論家でプリツカー賞の審査員、エイダ・ルイーズ・ハクスタブル（Ada Louise Huxtable）はロッシのことを「たまたま建築家になった詩人」と表現している。
1997年、ロッシは多くのプロジェクトを世界中で抱えていた最中、ミラノで自動車事故に遭い、66年の生涯を突然閉じた。

## 作品
| 名称                                 | 年     | 所在地                 | 国             | 備考                                                            |
| ------------------------------------ | ------ | ---------------------- | -------------- | --------------------------------------------------------------- |
| セグラーテの市庁舎広場と記念噴水     | 1965年 | セグラーテ             | イタリア       |                                                                 |
| ガララテーゼ集合住宅                 | 1970年 | ミラノ                 | イタリア       | カルロ・アイモニーノとの共同設計                                |
| ブローニの単家族住居                 | 1973年 | ブローニ               | イタリア       |                                                                 |
| ファニャーノ・オローナの小学校       | 1976年 | ファニャーノ・オローナ | イタリア       |                                                                 |
| ブローニの学校                       | 1979年 | ブローニ               | イタリア       |                                                                 |
| モッツォの単家族住居                 | 1979年 | モッツォ               | イタリア       |                                                                 |
| ゴイトの単家族住居                   | 1979年 | ゴイト                 | イタリア       |                                                                 |
| ヴェネツィア・ビエンナーレの世界劇場 | 1979年 | ヴェネツィア           | イタリア       |                                                                 |
| ヴィルヘルム通りの集合住宅           | 1984年 | ベルリン               | ドイツ         | ジャンニ・ブラギエリとの共同設計、ベルリン国際建築展・IBAの一部 |
| サン・カタルド墓地                   | 1984年 | モデナ                 | イタリア       | [ 2 ]                                                           |
| カーザ・アウローラ                   | 1987年 | トリノ                 | イタリア       |                                                                 |
| ホテル・イル・パラッツォ             | 1989年 | 福岡市中央区           | 日本           | インテリアデザインは内田繁                                      |
| サンドロ・ペルティーニ記念碑         | 1990年 | ミラノ                 | イタリア       |                                                                 |
| カルロ・フェリーチェ劇場             | 1990年 | ジェノヴァ             | イタリア       | イニャーツィオ・カルデッラとの共同設計                          |
| ボルゴリッコ市庁舎                   | 1990年 | ボルゴリッコ           | イタリア       |                                                                 |
| 浅葉克己デザイン室                   | 1991年 | 東京都港区             | 日本           | 基本設計のみ                                                    |
| 旧アンビエンテ・インターナショナル   | 1991年 | 東京都港区             | 日本           | 現 ジャスマック本社ビル                                         |
| パリ19区の集合住宅                   | 1992年 | パリ                   | フランス       |                                                                 |
| ポートモールアピタ港                 | 1993年 | 名古屋市港区           | 日本           | 現 ポートウォークみなと                                         |
| アピタ岐阜                           | 1993年 | 岐阜県岐阜市           | 日本           | 現 MEGAドン・キホーテUNY岐阜店                                  |
| ボネファンテン美術館                 | 1995年 | マーストリヒト         | オランダ       |                                                                 |
| イル・サローネ                       | 1995年 | 大阪府茨城市           | 日本           | 現 イル・サローネ茨城店                                         |
| Ca' di Cozzi                         | 1996年 | ヴェローナ             | イタリア       | [ 3 ]                                                           |
| 旧ホテル イル モンテ                 | 1997年 | 大阪府大阪市           | 日本           | 現 堂山セントラルビル                                           |
| シュッツェン通りの集合住宅           | 1998年 | ベルリン               | ドイツ         | ベルリン国際建築展・IBAの一部                                   |
| 門司港ホテル                         | 1998年 | 北九州市門司区         | 日本           | インテリアデザインは内田繁                                      |
| ホテル日航奈良                       | 1998年 | 奈良市                 | 日本           |                                                                 |
| ABCビル                              | 2000年 | バーバンク             | イタリア       |                                                                 |
| ガリシア海の博物館                   | 2000年 | ビーゴ                 | スペイン       | セサル・ポルテラとの共同設計                                    |
| スカラスティックコーポレーション本社 | 2001年 | ニューヨーク           | アメリカ合衆国 |                                                                 |

これら建築作品の他に、1980年代にはアレッシ、ピレリなどのブランドのためにステンレス製のフレンチプレスなどの製品をデザインした。

## 受賞
- プリツカー賞

## 著作（訳書）
- 『アルド・ロッシ自伝』 三宅理一訳、鹿島出版会〈SD選書〉、1984年、ISBN 978-4306051911
- 『都市の建築』ダニエーレ・ヴィターレ編、大島哲蔵・福田晴虔訳、大龍堂書店、1991年

### 研究文献
- ディオゴ・セイシャス・ロペス『メランコリーと建築　アルド・ロッシ』

服部さおり・佐伯達也訳、片桐悠自監修、フリックスタジオ、2023年
- 片桐悠自『アルド・ロッシ　記憶の幾何学』鹿島出版会、2024年